# 棘蒲之戰
棘蒲之戰發生於前381年，楚國、趙國聯軍打敗魏國的一場戰爭，以各國皆疲弱而告終。主因是趙國侵佔了衛國大塊土地，威嚇到魏國在中原地區的利益，使得魏國出兵支援衛國，齊國也派兵支援，趙國向楚國求救，楚國也加入了這場大戰。這場戰役也是魏國自魏文侯改革以來首次在戰場上失利。

## 背景
三晉多次聯合對外作戰，但趙國因地勢關係，沒有得到什麼領土。趙國在趙敬侯時遷都邯鄲，依靠著強大國力，準備向中原地區擴張領土，與魏國利益起了衝突。前383年，趙國入侵魏的屬國衞國。

## 戰役進程

### 第一階段
趙敬侯四年（前383年），趙國在剛平（今河南內黃、清豐之間）築城，作為進攻基地，用以入侵衛國，趙軍在戰鬥取得巨大勝利，衛國失去東野土地，趙軍包圍了衛都濮陽，採用「蟻傅」戰術，濮陽兩個城門被攻破，衞國趕忙向魏國求援，魏武侯親自率領大軍前往救援，在兔台打敗趙軍。前382年，魏國聯合齊國為衛國報仇，出兵攻打趙國，進攻趙國河東之地，攻取剛平，兵鋒直指中牟（今河南鶴壁市西）。趙國遂向楚國求援。

### 第二階段
前381年，楚國派令尹吳起率軍援助趙國，楚軍的前鋒深入魏地，越過黃河，與魏軍大戰於州邑西（州在今河南溫縣）。楚軍穿越魏都大梁（今河南省開封市），攻城西北關塞梁門，駐軍梁門北邊的林中，吳起指揮楚軍深入進攻魏國的要害之地，兵鋒直抵黃河兩岸，造成魏國十分危急的局勢。楚、趙聯軍大敗魏軍，趙軍乘機進擊魏國黃河以北之地，攻佔魏國棘蒲（山東省魏縣南）、黃城（河南省內黃以西）等地，取得大勝。

## 結果
這次魏衛與趙楚的大戰，連續有三年之久。先是趙國受到創傷，魏國也受到更大的創傷，中山屬地也趁勢脫離魏國，楚國則因楚悼王去世而撤軍。